# Tetragoneura bejaranoi
Tetragoneura bejaranoi är en tvåvingeart som beskrevs av Duret 1976. Tetragoneura bejaranoi ingår i släktet Tetragoneura och familjen svampmyggor. Inga underarter finns listade i Catalogue of Life.